# 佐藤秀夫
佐藤 秀夫（さとう ひでお、1934年3月31日 - 2002年12月14日）は、日本の教育学者である。政治学者佐藤誠三郎は兄。

## 経歴
東京府生まれ。1958年、東京大学教育学部卒業。1965年、同大学院教育学研究科博士課程単位取得退学、国立教育研究所所員。同第一研究部史料調査室長、第一研究部長、教育資料・情報センター長。1991年、日本大学文理学部教育学科教授。在職中の2002年12月14日、肝臓癌のため死去。専攻は日本教育史、教育文化史、教育史料研究。

## 著書
- 『学校ことはじめ事典』小学館　1987
- 『ノートや鉛筆が学校を変えた』平凡社　1988　学校の文化史
- 『学校教育うらおもて事典』小学館　2000
- 『教育の文化史』阿吽社（小野雅章,寺崎昌男,逸見勝亮,宮澤康人編）

『学校の構造』2004
『学校の文化』2005
『現代の視座』2005
『史実の検証』2005

## 共編著
- 『府県史料教育』全26巻 編　ゆまに書房　1985-86
- 『文部省掛図総覧』中村紀久二共編　東京書籍　1986
- 『続・現代史資料』8-10　教育 御真影と教育勅語 編　みすず書房　1994-1996
- 『日本の教育課題 第1巻「日の丸」「君が代」と学校』 編　東京法令出版　1995
- 『日本の教育課題 第2巻　服装・頭髪と学校』編　東京法令出版　1996
- 『日本の近・現代史と歴史教育』山本武利共編著　築地書館　1996
- 『教育の歴史』新訂　編著　放送大学　2000
- 『日本の教育課題 第5巻　学校行事を見直す』編　東京法令出版　2002

## 参考
- 教育の文化史〈4〉現代の視座 - 紀伊國屋書店BookWeb